# USS Maddox (DD-168)
«Меддокс» (англ. USS Maddox (DD-168) — військовий корабель, ескадрений міноносець типу «Вікс» військово-морських сил США Королівського ВМФ Великої Британії та Канади, а також радянського ВМФ за часів Другої світової війни.
«Меддокс» був закладений 20 липня 1918 року на верфі Fore River Shipyard у Квінсі, де 27 жовтня 1918 року корабель був спущений на воду. 13 вересня 1919 року він увійшов до складу ВМС США. Входив до складу сил, що діяли біля Східного узбережжя США. 23 вересня 1940 року переданий до Королівського ВМФ Великої Британії під назвою «Джорджтаун» (I40), за угодою «есмінці в обмін на бази», де проходив службу перші роки Другої світової війни. У вересні 1942 переданий до складу Королівських ВМС Канади, у грудні 1943 повернутий до Королівських ВМС Великої Британії. 10 серпня 1944 року переданий до складу радянського Північного флоту під назвою «Доблестний». 1949 році повернутий з Радянського Союзу до Великої Британії, де 16 вересня 1952 розібраний на брухт у Інверкітінгі.

## Історія служби
17 червня 1940 есмінець «Меддокс», після 18-річного перебування в резерві, повернувся до строю. 2 липня він ніс патрульну службу в районі Чарлстона. 7 вересня есмінець прибув у Галіфакс, де 23 вересня 1940 року його передали Королівському флоту Великої Британії в числі есмінців, зданих англійському флоту в обмін на острівні бази в Атлантиці. Корабель був перейменований в есмінець «Джорджтаун» і увійшов до складу легких сил західно-атлантичної операційної зони.

### 1941
15 серпня «Джорджтаун» з есмінцями «Антілоуп», «Чарльзтаун», «Дуглас», «Каслтон», «Інтрепід», «Лімінгтон», «Саладін» та польським «Позаріця» провадив ескорт зі Скапа-Флоу до Клайду, що вийшов для окупації Азорських островів, але в останній момент операція була скасована.

### 1942
У травні 1942 року «Джорджтаун» приєднався до сил З'єднання «W» на острові Мальта. Забезпечував прикриття перекидання винищувальної авіації з авіаносців «Восп» та «Ігл» на обложений острів.
21 червня 1942 року «Джорджтаун» вийшов разом з есмінцями «Солсбері», «Волверін», «Вансітарт», «Бодісі», «Бігл», «Ріплі», «Сент-Олбанс», «Відет» для забезпечення ближнього ескорту конвою WS 20 до Фрітауна.